# Organognathus
Organognathus är ett släkte av mångfotingar. Organognathus ingår i familjen Harpagophoridae.
Kladogram enligt Catalogue of Life:
| Organognathus | \| \| Organognathus multidentatus \| \| \| \| \| \| Organognathus victori \| \| \| \| |
|               | \| \| Organognathus multidentatus \| \| \| \| \| \| Organognathus victori \| \| \| \| |
|               | Organognathus multidentatus                                                           |
|               |                                                                                       |
|               | Organognathus victori                                                                 |
|               |                                                                                       |